# 師岡伸公
師岡 伸公（もろおか のぶまさ、1953年12月8日 - ）は、日本の政治家。東京都奥多摩町長（2期）。元奥多摩町議会議員（3期）。

## 来歴
東京都青梅市出身。1981年（昭和56年）から奥多摩町小丹波に在住。明治大学商学部卒業。1983年（昭和58年）、東海大学菅生高等学校に勤務。2004年（平成16年）、衆議院議員の公設第一秘書となる。2006年（平成18年）、保育園に勤務。
2007年（平成19年）、奥多摩町議会議員に初当選。2015年（平成27年）、3期目の当選。2017年（平成29年）、議長就任。
2020年（令和2年）5月17日に行われた奥多摩町長選挙に都民ファーストの会の推薦を得て立候補。自由民主党推薦の現職の河村文夫を破り、初当選を果たした。5月24日、町長就任。
※当日有権者数：4,489人 最終投票率：73.13%（前回比：pts）
| 候補者名 | 年齢 | 所属党派 | 新旧別 | 得票数  | 得票率 | 推薦・支持                 |
| -------- | ---- | -------- | ------ | ------- | ------ | -------------------------- |
| 師岡伸公 | 66   | 無所属   | 新     | 1,843票 | 56.48% | （推薦）都民ファーストの会 |
| 河村文夫 | 76   | 無所属   | 現     | 1,420票 | 43.52% | （推薦）自由民主党         |

2024年（令和6年）に行われた奥多摩町長選挙では元町教育長の若菜伸一を破り再選した。
※当日有権者数：4,054人 最終投票率：68.3%（前回比：-4.83pts）
| 候補者名 | 年齢 | 所属党派 | 新旧別 | 得票数  | 得票率 | 推薦・支持 |
| -------- | ---- | -------- | ------ | ------- | ------ | ---------- |
| 師岡伸公 | 70   | 無所属   | 現     | 1,781票 | 65.21% |            |
| 若菜伸一 | 66   | 無所属   | 新     | 950票   | 34.79% |            |